# Club Deportivo Honduras de El Progreso
O Club Deportivo Honduras Progreso é um clube de futebol hondurenho fundado em 1955 com sede na El Progreso (Yoro). A equipe compete no Campeonato Hondurenho de Futebol.